# Boswellia papyrifera
Boswellia papyrifera là một loài cây hoa thuộc họ Burseraceae. Đây là loài bản địa ở Ethiopia, Eritrea và Sudan.

## Hình ảnh

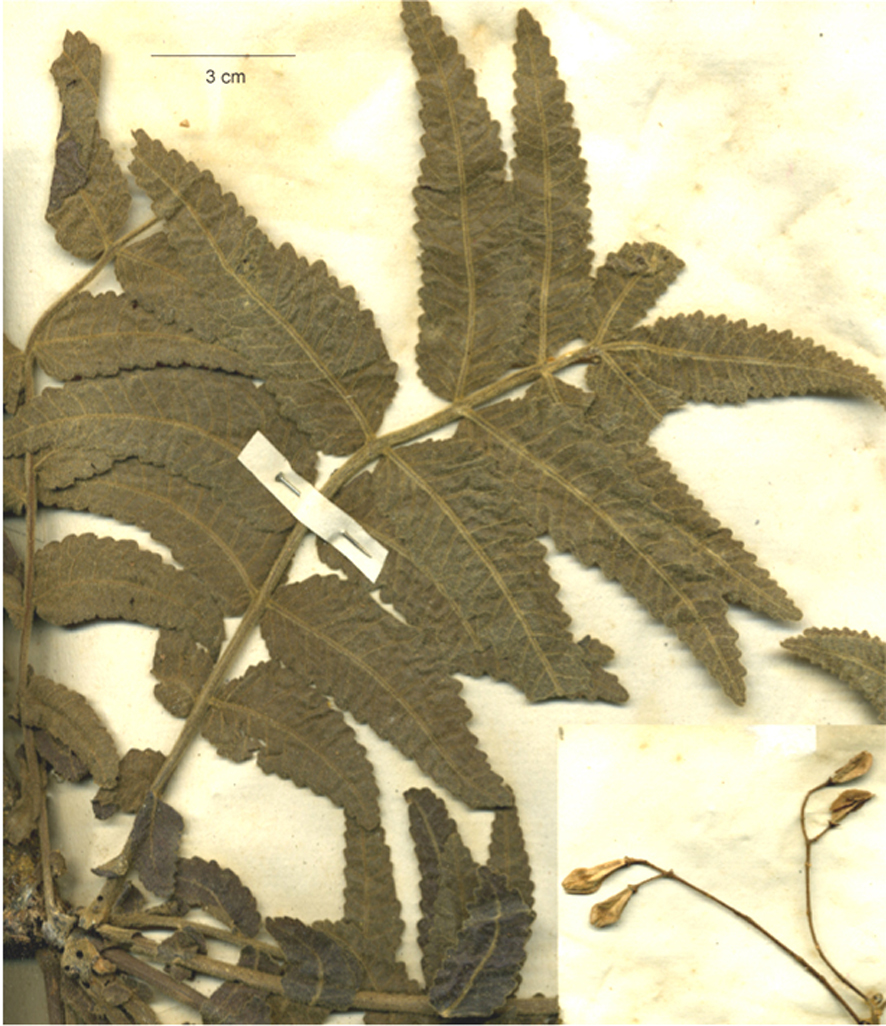